# Stephan Gneupel
Stephan Gneupel (16 juni 1948) is een Duitse coach van langebaanschaatsers uit Riethnordhausen.
Zijn sportdiploma behaalde Gneupel bij de Eissportclub Erfurt. Tijdens zijn carrière behaalden zijn pupillen zeven Olympische medailles, zestien WK-titels en meer dan honderd wereldbekerzeges. 
Onder zijn toezicht hebben onder meer Daniela Anschütz, Andreas Behr, Jörg Dallmann, Katrin Kalex, Robert Lehmann, René Taubenrauch, Sabine Völker, Anke Baier en Pamela Zoellner getraind. Judith Hesse, Stephanie en Patrick Beckert trainen er nu nog. Vanaf 20 maart 2014 nam Gunda Niemann zijn pupillen over.